# Wertpapierprospekt
Ein Wertpapierprospekt (oder Emissionsprospekt, Verkaufsprospekt) ist die schriftliche Zusammenstellung von Unternehmensdaten eines Emittenten sowie Aktien- und Anleihebedingungen zur Emission, die beim Börsengang von Wertpapieren oder bei deren Zulassung zum Handel an einem geregelten Markt vom Emittenten zu veröffentlichen ist.

## Allgemeines
Wertpapierprospekte stellen eine Verkaufsförderung und Werbung für Wertpapiere (insbesondere Aktien, Anleihen oder Investmentzertifikate) dar, die erstmals vom Emittenten ausgegeben werden. Der Prospekt stellt in der Regel für den Anlageinteressenten die wichtigste und häufigste Informationsquelle dar und bildet die Grundlage für seine Anlageentscheidung. Zu beachten ist hierbei, dass nach Auffassung der Bundesanstalt für Finanzdienstleistungsaufsicht (BaFin) bereits Werbemaßnahmen für ein Wertpapier oder sonstiges Finanzinstrument als öffentliches Angebot aufgefasst werden und somit die Prospektpflicht auslösen können. Der Prospekt wird von den Fachabteilungen des emittierenden Unternehmens (Rechts- und Steuerabteilung, Rechnungswesen, Investor Relations) und – in Abhängigkeit von Produkt und Platzierungsform – in Zusammenarbeit mit einer oder mehreren Investmentbanken, spezialisierten Kanzleien und Wirtschaftsprüfungsgesellschaften erstellt.
Dem gegenüber steht der Anlegerschutz, der die Anleger (insbesondere den Privatanleger) vor Finanzrisiken bewahren soll, die sich aus fehlenden oder unrichtigen Prospektangaben ergeben könnten. Das öffentliche Angebot von Wertpapieren ist eine „Mitteilung an die Öffentlichkeit in jedweder Form und auf jedwede Art und Weise, die ausreichende Informationen über die Angebotsbedingungen und die anzubietenden Wertpapiere enthält, um einen Anleger in die Lage zu versetzen, sich für den Kauf oder die Zeichnung jener Wertpapiere zu entscheiden. Diese Definition gilt auch für die Platzierung von Wertpapieren durch Finanzintermediäre“ (Art. 2d Verordnung (EU) 2017/1129).

## Rechtsfragen
Allgemeines
Wertpapiere, die an einer Börse im regulierten Markt gehandelt werden sollen, bedürfen nach § 32 BörsG der Zulassung durch die Geschäftsführung der Börse. Ausgenommen sind lediglich Staatsanleihen (§ 37 BörsG). Für die Zulassung ist stets die Vorlage eines genehmigten Prospekts erforderlich (§ 32 Abs. 3 Nr. 2 BörsG).
Rechtsgrundlagen
Rechtsgrundlagen sind die Verordnung (EU) 2017/1129 (Prospektverordnung) (Verordnung (EU) 2017/1129) und Verordnung (EU) 2019/980 vom 14. März 2019 zur Ergänzung der Verordnung (EU) 2017/1129 des Europäischen Parlaments und des Rates hinsichtlich der Aufmachung, des Inhalts, der Prüfung und der Billigung des Prospekts, der beim öffentlichen Angebot von Wertpapieren oder bei deren Zulassung zum Handel an einem geregelten Markt zu veröffentlichen ist sowie ergänzend das Kapitalanlagegesetzbuch (KAGB) und das Wertpapierprospektgesetz (WpPG). Diese Bestimmungen gelten im gesamten Europäischen Wirtschaftsraum. Die ehemalige Prospektrichtlinie ist seit Juli 2019 außer Kraft
Inhalt
Der Verkaufsprospekt muss nach § 318 KAGB mit einem Datum versehen sein und alle Angaben enthalten, die zum Zeitpunkt der Antragstellung für die Beurteilung der Anteile oder Aktien von wesentlicher Bedeutung sind. Er muss zumindest die in § 165 Abs. 2 bis 7 und 9 KAGB geforderten Angaben enthalten. Der Verkaufsprospekt eines geschlossenen Investmentfonds muss keine Angaben entsprechend § 165 Abs. 3 Nr. 2 und Abs. 4 bis 7 KAGB, dafür aber Angaben entsprechend § 269 Abs. 2 Nr. 2 und 3 und Abs. 3 KAGB sowie einen Hinweis enthalten, wie die Anteile oder Aktien übertragen werden können und gegebenenfalls Hinweise entsprechend § 262 Abs. 1 Satz 4 KAGB, § 262 Abs. 2 Satz 3 KAGB, § 263 Abs. 5 Satz 2 KAGB und gegebenenfalls einen Hinweis, in welcher Weise ihre freie Handelbarkeit eingeschränkt ist. Es sind vor allem detaillierte Angaben zum Emittenten (Registrierungsdokument), zum Wertpapier (Wertpapierbeschreibung) und eine Zusammenfassung erforderlich (englisch Building Block Approach).
Nach Art. 6 Verordnung (EU) 2017/1129 muss ein Prospekt die erforderlichen Informationen, die für den Anleger wesentlich sind, um sich ein fundiertes Urteil über die Vermögenswerte und Verbindlichkeiten, die Gewinne und Verluste, die Finanzlage und die Aussichten des Emittenten und eines etwaigen Garantiegebers bilden zu können. Außerdem sind die mit den Wertpapieren verbundenen Rechte und die Gründe für die Emission und ihre Auswirkungen auf den Emittenten anzugeben. Diese Informationen können sich unterscheiden nach der Art des Emittenten, nach der Art der Wertpapiere oder nach der Lage des Emittenten. Art. 11 verlangt von den EU-Mitgliedstaaten, dass sie eine angemessene Prospekthaftung sicherstellen, Art. 13 schreibt die Mindestangaben und Aufmachung des Prospekts vor. Erleichterungen gibt es nach Art. 14 für Sekundäremissionen von Daueremittenten. Gemäß Art. 20 darf ein Prospekt erst veröffentlicht werden, wenn die BaFin ihn oder alle seine Bestandteile gebilligt hat.
Die Verordnung (EU) 2019/980 ist eine Ausführungsbestimmung zur VO 2019/980 und regelt Detailfragen.
Veröffentlichung
Das Wertpapierprospektgesetz (WpPG) befreit in § 3 WpPG Emittenten nur dann von der Veröffentlichungspflicht eines Prospekts, wenn sie von Kreditinstituten oder von Emittenten stammen, deren Aktien bereits zum Handel an einem geregelten Markt zugelassen sind, ausgegeben werden und der Gesamtgegenwert für alle im Europäischen Wirtschaftsraum angebotenen Wertpapiere nicht mehr als 8 Millionen Euro (berechnet über einen Zeitraum von zwölf Monaten) beträgt oder deren Gesamtgegenwert im Europäischen Wirtschaftsraum nicht mehr als 8 Millionen Euro (berechnet über einen Zeitraum von zwölf Monaten) beträgt. Nach § 9 WpPG kann der Erwerber von Wertpapieren, die auf Grund eines Prospekts zum Börsenhandel zugelassen sind, in dem für die Beurteilung der Wertpapiere wesentliche Angaben unrichtig oder unvollständig sind, von denjenigen, die für den Prospekt die Verantwortung übernommen haben, und von denjenigen, von denen der Erlass des Prospekts ausgeht, als Gesamtschuldner die Übernahme der Wertpapiere gegen Erstattung des Erwerbspreises, soweit dieser den ersten Ausgabepreis der Wertpapiere nicht überschreitet, und der mit dem Erwerb verbundenen üblichen Kosten verlangen, sofern das Erwerbsgeschäft nach Veröffentlichung des Prospekts und innerhalb von sechs Monaten nach erstmaliger Einführung der Wertpapiere abgeschlossen wurde.
Prospekthaftung
Eine Prospekthaftung wird insbesondere bei fehlerhaftem Prospekt (§ 10 WpPG) und bei fehlendem Prospekt (§ 14 WpPG) ausgelöst. Die Verantwortung für den Inhalt des Prospekts haben nach § 8 Abs. 1 WpPG zumindest der Anbieter, der Emittent, der Zulassungsantragsteller oder der Garantiegeber ausdrücklich zu übernehmen. Die Haftung müssen diese Beteiligten als Gesamtschuldner tragen, indem sie die Wertpapiere gegen Erstattung des Kaufpreises übernehmen, soweit dieser den ersten Ausgabepreis der Wertpapiere nicht überschreitet, und die mit dem Erwerb verbundenen üblichen Kosten tragen, sofern das Erwerbsgeschäft nach Veröffentlichung des Prospekts und innerhalb von sechs Monaten nach erstmaliger Einführung der Wertpapiere abgeschlossen wurde. Dieser Schadensersatz setzt voraus, dass der Verkaufsprospekt nicht den Voraussetzungen der § 5, § 7 WpPG entspricht, indem er unrichtig oder unvollständig ist. Gegenstand dieser Fehler können sowohl Tatsachenbehauptungen als auch Werturteile und Prognosen sein.
Der Prospekt, insbesondere etwaige unrichtige oder unvollständige Angaben über relevante Risikofaktoren, kann als Grundlage für zivilrechtliche Haftungsansprüche herangezogen werden. Der jeweilige Haftungsumfang ist unionsrechtlich (weitgehend) nicht harmonisiert und richtet sich daher nach der zur Anwendung gelangenden Jurisdiktion des vom Angebot oder der Börsenzulassung jeweils betroffenen Mitgliedstaats der Europäischen Union.
Bei Kapitalerhöhungen, die weniger als 10 Prozent der Zahl der Aktien derselben Gattung ausmachen, die bereits zum Handel an demselben organisierten Markt zugelassen sind, liegt keine Prospektpflicht vor, sofern nicht gleichzeitig ein öffentliches Angebot unterbreitet wird. Nach dieser Ansicht liegt ein öffentliches Angebot zum Beispiel dann nicht vor, wenn dieses Angebot als Kapitalerhöhung ohne Bezugsrechte als Privatplatzierung ausgeführt wird oder sich als Bezugsrechtsemission ausschließlich an Altaktionäre richtet, und die verbleibenden nicht-bezogenen Aktien im Rump Placement ebenfalls privat platziert werden. Im letzteren Fall ist jedoch zu beachten, dass kein öffentlicher Bezugsrechtshandel eingerichtet wird, da dieser einen größeren, öffentlichen Personenkreis umfasst und dadurch eine Prospektpflicht entsteht.
Bei der Umnotierung von Aktien von Scale in den Prime Standard ist ebenfalls ein Prospekt unausweichlich, da in diesem Fall erstmals eine öffentliche Zulassung dieser Aktiengattung zum öffentlichen Handel an einem organisierten Markt stattfindet.
Keine Prospektpflicht
Die Pflicht der Erstellung eines Wertpapierprospekts entfällt unter bestimmten Umständen. Notwendig hierfür ist, dass das entsprechende Wertpapier nicht öffentlich vertrieben wird. Dies ist zum Beispiel im Rahmen einer Privatplatzierung der Fall. Allerdings kann auch hier eine nachträgliche Prospekthaftung eintreten, wenn z. B. eine Pressemitteilung als indirekte Vertriebswerbung eingestuft wird. Bei der Ausgabe von dedizierten Belegschaftsaktien handelt es sich zwar grundsätzlich um ein öffentliches Angebot, jedoch kann die Prospektpflicht durch Bereitstellung eines prospektersetzenden Dokuments vermieden werden, das bestimmte Mindestinformationen zu enthalten hat.
Weitere Ausnahmen von der Prospektpflicht bestehen etwa bei unentgeltlichen öffentlichen Angeboten, bei Angeboten mit einem Emissionsvolumen bis zu 1.000.000 Euro pro Jahr, bei Mindeststückelungen von 100.000 Euro oder bei Angeboten an ausschließlich qualifizierte oder weniger als 150 (auch nicht qualifizierte) Anleger.
Haftung Dritter
Wer mit Rücksicht auf seine berufliche oder wirtschaftliche Stellung oder auf die Eigenschaft als Sachkenner (wie Rechtsanwälte und Wirtschaftsprüfer) eine Garantenstellung einnimmt, kann Anlegern aus „Verschulden bei Vertragsverhandlungen haften, wenn sie durch ihr nach außen in Erscheinung tretendes Mitwirken am Emissionsprospekt einen Vertrauenstatbestand schaffen“.
Rechtsprechung
Im Bereich der richterrechtlichen Prospekthaftung gilt hingegen auch jedes Werbemittel, das der Information und Akquisition von Kapitalanlegern dient und für diese eine wesentliche Entscheidungsgrundlage bildet, als Prospekt. Nach diesem Urteil des Bundesgerichtshofs (BGH) bildet der Prospekt im Regelfälle die Grundlage für den wirtschaftlich bedeutsamen und mit Risiken verbundenen Beteiligungsentschluss. Aus diesem Grunde müsse sich der potenzielle Kapitalanleger grundsätzlich auf die sachliche Richtigkeit und Vollständigkeit der im Prospekt enthaltenen Angaben verlassen können.

## Prospektpflicht anderer Finanzinstrumente
Der Prospektpflicht unterliegen in Deutschland neben Wertpapieren alle öffentlich angebotenen Unternehmensanteile, Anteile an Treuhandvermögen, offene oder geschlossene Investmentfonds oder Namensschuldverschreibungen. Ausgenommen von der Prospektpflicht sind u. a. Genossenschaftsanteile, Pensionsfonds von Versicherungen, sogenannte englisch Private Placements, Angebote nur an institutionelle Investoren und die meisten Staatsanleihen.
In Österreich sind neben den unionsrechtlich harmonisierten prospektpflichtigen Wertpapieren auch sonstige Veranlagungen prospektpflichtig, worunter insbesondere unverbriefte Vermögensanlagen sowie solche Wertpapiere zu verstehen sind, die nicht durch die Richtlinie 2014/65/EU über Märkte für Finanzinstrumente (Finanzmarktrichtlinie) erfasst sind.

## Fristen und zeitlicher Ablauf
Die gesetzliche Frist zur ersten behördlichen Stellungnahme beträgt 20 Werktage bei einer Erstemission und 10 Werktage bei Wertpapieren, die bereits öffentlich gehandelt werden oder an einem geregelten Markt zugelassen wurden. Die Prospekte werden bei der zuständigen Wertpapieraufsichtsbehörde (in Deutschland ist das die BaFin) eingereicht. Die BaFin nimmt eine umfassende Prüfung des Prospekts vor und teilt in ihrer Stellungnahme das Ergebnis in Form von ausführlichen Kommentaren mit. Nachdem der Prospekt entsprechend der (evtl. mehreren) Stellungnahmen der BaFin im Zusammenwirken mit dem Emittenten von diesem angepasst wird, wird der Prospekt zur abschließenden Prüfung wieder der BaFin vorgelegt. Nach abgeschlossener Prüfung teilt die BaFin in der Regel innerhalb von einer Woche das meist positive Ergebnis (die sogenannte „Billigung“) mit. Das Notifizierungsverfahren mit dem sogenannten „EU-Pass“ für Wertpapierprospekte bietet gleichzeitig die Möglichkeit, auf Antrag den Prospekt in alle anderen EU-Mitgliedstaaten zu transferieren.

## International
Die zitierten EU-Verordnungen gelten in allen EU-Mitgliedstaaten. In Österreich ist die Finanzmarktaufsichtsbehörde (FMA) für die Prospektbilligung zuständig. Das Billigungsverfahren ähnelt aufgrund der EWR-Harmonisierung weitgehend dem Verfahren vor der BaFin (10/20 Bankarbeitstage Billigungsfrist). Aufgrund unterschiedlicher nationaler allgemeiner Verwaltungsverfahrensbestimmungen bestehen allerdings in Österreich, ebenso wie in anderen EWR-Mitgliedstaaten, im Einzelnen auch abweichende Verfahrensregelungen.
Während auf europäischer Ebene dadurch, dass die EU-Mitgliedstaaten unterschiedliche Abgrenzungen zwischen Emission und Börsenzulassung treffen, die Prospekte vereinheitlicht werden und nicht mehr offiziell zwischen Emissions- und Verkaufsprospekt differenziert wird, ist die Schweiz nicht an die gemeinschaftlichen Vorgaben gebunden und hält die Differenzierung der Prospekte aufrecht. Anders als in Deutschland ist im Übrigen auch die Definition der Begriffe „Primärmarkt“ und „Sekundärmarkt“; in der Schweiz ist ersterer an die Emission, letzterer an den Börsenhandel gebunden; in Deutschland hingegen wird der Börsenmarkt dem Primärmarkt zugerechnet, sofern dort die Erstausgabe der Wertpapiere erfolgt. Unter „Emissionsprospekt“ oder „Verkaufsprospekt“ versteht man in der Schweiz die Informationen, die anlässlich der öffentlichen Zeichnung von Wertpapieren (Primärmarkt im schweizerischen Wortverständnis) veröffentlicht werden müssen („Werbung zwecks Kapitalaufnahme seitens des Unternehmens“). Öffentlich ist jede Einladung zur Zeichnung, die sich nicht an einen begrenzten Kreis von Personen richtet. Dabei geht es darum, dem Anleger Informationen über die finanzielle Lage des Unternehmens in langfristiger Sicht zu bieten. Alle Publikumsgesellschaften müssen einen derartigen Prospekt erstellen, d. h. u. a. alle Aktiengesellschaften, die Aktien an ihnen unbekannte Anleger ausgeben. Die Aktien werden zwar öffentlich ausgegeben, aber nicht öffentlich gehandelt. Typisches Beispiel wäre ein Skilift, der mehr Kapital braucht, und deshalb öffentlich Wertpapiere ausgibt, welche von einem zwar öffentlichen, aber dennoch relativ begrenzten Anlegerkreis gezeichnet werden (z. B. die Anwohner und Hoteliers des Dorfes, welche ihre Skilift-Aktien jahrzehntelang halten, und als Dividenden etwa ein Jahresabonnement erhalten).
Ein „Börsenprospekt“, „Kotierungsprospekt“ oder „Zulassungsprospekt“ hingegen muss anlässlich der Börsenkotierung (Sekundärmarkt im schweizerischen Wortverständnis) veröffentlicht werden und soll dem Anleger ermöglichen, die Performance des Wertpapiers mit jener anderer börsenkotierter Unternehmen zu vergleichen („Werbung zwecks Zulassung zum Börsenhandel“). Den Anlegern werden klare und vollständige Informationen geliefert, die diese für eine fundierte Anlageentscheidung benötigen. Hier geht es weniger um die individuelle, projektorientierte Geldanlage, denn vielmehr um das Erzielen von Renditen. Die an den Kotierungsprospekt gestellten Anforderungen sind wesentlich genauer und detaillierter, um die Vergleichbarkeit zu gewährleisten. Der Anlegerkreis ist „atomisiert“.
Die wenigsten Gesellschaften erstellen einen Börsenprospekt, denn von den ca. 170.000 Schweizer Aktiengesellschaften sind lediglich ca. 300 an der Börse kotiert, so dass lediglich 300 Unternehmen auch Kotierungsprospekte erstellen müssen. Bei den Unternehmen, die an der Börse kotiert sind, entspricht der Emissionsprospekt oftmals jedoch bereits den Anforderungen des Börsenprospekts, um den Arbeitsaufwand gering zu halten.
Die Unterscheidung der Wertpapierprospekte beruht auf folgender Überlegung: Auf dem Primärmarkt geht es vor allem darum, dass die Emittenten Anleger davon überzeugen können, ihre Wertpapiere zu kaufen. Die Emittenten haben somit ein Interesse daran, über sich selbst zu informieren, weshalb die Emissionsprospektanforderungen verhältnismäßig gering gehalten werden können. Auf dem Sekundärmarkt (Börse) hingegen „bekämpfen“ sich die Anleger gegenseitig, um sich diejenigen Wertpapiere zu sichern, welche am meisten Rendite versprechen. Um hier eine effiziente Allokation sicherzustellen, bedarf es gut vergleichbarer Informationen, weshalb an die Börsenprospekte erhöhte Anforderungen gestellt werden und insbesondere auch eine Ad-hoc-Publizität verlangt wird. Zudem sind am Sekundärmarkt wesentlich höhere Geldbeträge im Spiel, so dass auch das potentielle Risiko und somit der Regelungsbedarf größer sind.